# Udea washingtonalis
Udea washingtonalis is een vlinder uit de familie van de grasmotten (Crambidae), uit de onderfamilie van de Spilomelinae. De wetenschappelijke naam van deze soort is voor het eerst voorgesteld als Botis washingtonalis door Augustus Radcliffe Grote in een publicatie uit 1882.

## Verspreiding
De soort komt voor in het westen van Canada en het westen van de Verenigde Staten.

## Ondersoorten
- Udea washingtonalis washingtonalis (Grote, 1882)
- Udea washingtonalis hollandi Munroe, 1966
- Udea washingtonalis nomensis Munroe, 1966
- Udea washingtonalis pribilofensis Munroe, 1966